# Welwyn Hatfield
Welwyn Hatfield – dystrykt w hrabstwie Hertfordshire w Anglii.

## Miasta
- Hatfield
- Welwyn Garden City

## Inne miejscowości
Ayot St Lawrence, Ayot St Peter, Brookmans Park, Cuffley, Digswell, Essendon, Little Berkhamsted, Newgate Street, Northaw, Northaw and Cuffley, Oaklands, Welham Green, Welwyn, Woolmer Green.